# Friedrich Ernst Berghoff
Friedrich Ernst Berghoff (* 29. September 1914 in Wellinghofen/Dortmund; † unbekannt) war ein deutscher Schriftsteller und Mitarbeiter des Bundesamtes für Verfassungsschutz, der unter dem Pseudonym Hendrik van Bergh sowie Karl Anders publizierte.

## Leben
Noch als Schüler trat Berghoff zum 1. Mai 1934 in die NSDAP ein (Mitgliedsnummer 3.484.931). Nach dem Schulbesuch studierte er Rechtswissenschaften.
In den 1950er Jahren begann Berghoff unter dem Namen Hendrik van Bergh als freier Hörfunk- und Fernsehjournalist zu arbeiten. In den 1950er Jahren tat er sich vor allem als Verfasser von Hörspielen und Radio-Features hervor. So sendete UKW-West am 12. September 1956 (zwei Wochen vor der Uraufführung des Filmes Die Halbstarken) sein Stück Jugend in Not – Versuch einer Soziologie der Jugendkriminalität. Nachweislich im Dezember 1965 arbeitete Berghoff als Referent für Öffentlichkeitsarbeit im Bundesamt für Verfassungsschutz. Für das Presse- und Informationsamt der Bundesregierung realisierte er 1968 das Filmprojekt Runge Report – Ein ehemaliger hoher sowjetischer Geheimdienstoffizier berichtet.
In späteren Jahren schrieb er Bücher, die sich hauptsächlich mit Spionage, Verfassungsschutzproblematiken, Themen des Kalten Krieges und katholischer Theologie beschäftigen. Außerdem veröffentlichte er in den rechtsextremen Zeitschriften Nation Europa, Deutsche Monatshefte und Deutsche Geschichte. Bücher von ihm unter dem Pseudonym Hendrik van Bergh erschienen auch in den Verlagen der rechtsextremen Verlagsgesellschaft Berg.

## Veröffentlichungen
- Deutschland und die Vereinten Nationen. (Schriftenreihe der Hochschule für Politische Wissenschaften München, 19). Isar-Verlag, München 1951.
- mit Paul Dahm (Hrsg.): Joseph Kardinal Frings. Erzbischof von Köln. (Rheinische Porträts, Band 2). Verlag Günter Olzog, München 1957.
- mit Dieter Schröder (Hrsg.): Erich Ollenhauer. (Rheinische Porträts, Band 3). Verlag Günter Olzog, München 1957.
- mit Kurt Gelsner (Hrsg.): Heinrich von Brentano. (Rheinische Porträts, Band 5). Verlag Günter Olzog, München 1957.
- Die rote Springflut. Von der Oktoberrevolution zur Eroberung Osteuropas. Eine Dokumentation. Isar-Verlag, München 1958.
  - Alternativtitel: Die rote Springflut. Sowjetrußlands Weg ins Herz Europas.
- Genosse Feind. Unveröffentlichte Dokumente über die Rote Armee. Berto Verlag, Bonn 1962.
- ABC der Spione. Eine illustrierte Geschichte der Spionage in der Bundesrepublik Deutschland seit 1945. Ilmgau Verlag, Pfaffenhofen an der Ilm 1965.
- Deserteure. Fahnenflucht von und nach Deutschland. Ilmgau Verlag, Pfaffenhofen an der Ilm 1971, ISBN 3-7787-1014-1.
- Besondere Vorkommnisse. Ilmgau Verlag, Pfaffenhofen an der Ilm 1971, ISBN 3-7787-1017-7.
- Bonner Krankheiten. Ein Bericht zur Lage der Republik. Verlag Politisches Archiv, Landshut 1975, ISBN 3-921240-50-6.
- Moskau. Schaltzentrale des internationalen Kommunismus. Die Bedeutung der sowjetischen Parteikongresse und ihr Einfluß auf die kommunistische Welt. Verlag Politisches Archiv, Landshut 1976, ISBN 3-921240-56-5.
- Menschen, die die Welt veränderten. Schicksale, Taten, Wirkungen. Praesentverlag Heinz Peter, Gütersloh 1977, ISBN 3-87644-058-0.
  - Alternativtitel: Menschen, die die Welt veränderten. 50 berühmte Persönlichkeiten in Lebensbildern und Bilddokumenten.
- Die Überläufer. Sie wählten die Freiheit. Eine illustrierte Dokumentation aus den Akten der Geheimdienste. J.W. Naumann Verlag, Würzburg 1979, ISBN 3-921155-77-0.
- mit Manfred Entrich, Anton Jaumann, Rochus Spiecker: Albertus Magnus. Sein Leben und seine Bedeutung. Verlag Busse Seewald, Herford 1980, ISBN 3-512-00602-7.
- Köln 4713. Geschichte und Geschichten des Kölner Bundesamtes für Verfassungsschutz. J.W. Naumann Verlag, Würzburg 1981, ISBN 3-88567-010-0.
- mit Sergio Trasatti (Hrsg.): Johannes Paul II.: Leidensweg der 100 Tage. 13. Mai–16. August 1981. EOS Verlag Erzabtei St. Ottilien, Eresing 1982, ISBN 3-88096-186-7.
- mit Sergio Trasatti (Hrsg.): P Maximilian Kolbe. Ein Heiliger unserer Tage. EOS Verlag Erzabtei St. Ottilien, Eresing 1982, ISBN 3-88096-176-X.
- Wie Weimar starb. Gründe und Hintergründe zum Sturz der ersten Republik. Exklusiv-Interview mit Franz von Papen, Reichskanzler a.D, über die Vorgeschichte und die letzten Monate der Republik von Weimar. (Kleine Swg-Reihe, 35). Staats- und Wirtschaftspolitische Gesellschaft, Hamburg 1983, ISBN 3-88527-054-4.
- Botschafter des Papstes. 400 Jahre Nuntius in Deutschland. Türmer-Verlag, Berg 1984, ISBN 3-87829-084-5.
- Die Wahrheit über Katyn. Der Massenmord an polnischen Offizieren. Zusammengestellt nach amtlichen Materialien, Dokumenten und Akten. Vowinckel-Verlag, Berg 1986, ISBN 3-921655-44-7.
- Staatsfeinde. Aus den Akten der Geheimdienste. Türmer-Verlag, Berg 1987, ISBN 3-87829-099-3.
- Der Fall Tiedge. Aus den Akten des Untersuchungsausschusses. Türmer-Verlag, Berg 1987, ISBN 3-87829-110-8.
- Michelangelo. Bildnis eines Großen. Selbstverlag, Abano Terme 1988.
- Verbrecher oder Soldat? Die andere Seite des Falles Waldheim. Eine Dokumentation nach den Akten der Prozesse von Nürnberg. Türmer-Verlag, Berg 1988, ISBN 3-87829-116-5.
- Napoleon Bonaparte. Mein Weg nach Elba. Bekenntnisse des Kaisers. Türmer-Verlag, Berg 1989, ISBN 3-87829-126-4.
- Tragödie eines Kaisers. Napoleon auf St. Helena. Aus den Tagebüchern. Vowinckel-Verlag, Berg 1992, ISBN 3-921655-71-4.